# Quintín Vargas
Quintín Segundo Vargas Rodríguez (* 13. Oktober 1905; † 15. Juni 1943) war ein chilenischer Fußballspieler. Der Abwehrspieler lief in einem Länderspiel für Chile auf.

## Karriere

### Verein
Quintín Vargas spielte mindestens von 1933 bis 1936 beim Hauptstadtklub CD Magallanes. Mit dem Verein gewann der Verteidiger die ersten drei Meisterschaften der neu gegründeten Primera División von 1933 bis 1935.

### Nationalmannschaft
Quintín Vargas gab sein Debüt beim Campeonato Sudamericano 1935 unter Trainer Pedro Mazullo bei der 0:1-Niederlage gegen Peru, als er nach 15 Spielminuten für Conrado Welch eingewechselt wurde. Vargas landete mit der La Roja nach drei Niederlagen auf dem vierten und letzten Turnierplatz. Es blieb das einzige Länderspiel des Defensivspielers.

## Erfolge
Magallanes
- Chilenischer Meister: 1933, 1934, 1935